# Triángulo del Sol
El Triángulo del Sol o también llamado Hogar del Sol, es una zona turística de Guerrero que recorre la Sierra Madre del Sur. Su nombre se debe a que las ciudades turísticas forman un triángulo, de acuerdo a sus ubicaciones dentro del estado. Esta zona turística está conformada por las ciudades de Acapulco, en el sur, el binomio de Ixtapa - Zihuatanejo, en la Costa Grande y el Pueblo Mágico de Taxco, en el norte del estado. Estas ciudades son las que reciben más turistas en Guerrero, teniendo en su conjunto 25 369 habitaciones de hospedaje en el 2024.
La ciudad de Acapulco cuenta con 17,676 cuartos de hotel en el 2024, y se colocó como la onceaba con más cuartos ocupados de México, el binomio de Ixtapa - Zihuatanejo, cuenta con 6,803 y fue el destino número 16 por recepción de turistas a nivel nacional, de igual forma el Pueblo Mágico de Taxco, en el 2024 contaba con 890 habitaciones.

## Destinos

### Acapulco
Es la ciudad y puerto más grande y poblada del estado de Guerrero y la más visitada por turistas nacionales e internacionales. Este destino obtuvo su fama entre los 50's y 70's además de convertirse en el lugar favorito de las estrellas de Hollywood como Elizabeth Taylor, Elvis Presley, entre otros.
Acapulco fue el primer destino turístico por el que México se dio a conocer en el mundo. Y actualmente el destino que registra mayor afluencia turística en el estado. Además de haber sido un puerto importante del comercio de la Nueva España, es en la actualidad uno de los primeros y más importantes puertos de México por ser una escala para el envío y cruce de las líneas que circulan entre Panamá y San Francisco. Acapulco se hizo de su fama mundial en la década de 1950, siendo visitado sobre todo por estrellas de Hollywood; en la actualidad Acapulco sigue siendo famoso por su vida nocturna y todavía atrae a muchos turistas, aunque la mayoría son nacionales, convirtiendo en una de los destinos turísticos de México más importantes junto con Cancún y la Ciudad de México.
Se divide en tres zonas: Diamante, Tradicional y Dorada

### Ixtapa - Zihuatanejo
Ixtapa es un resort de playa ofrece una variedad de hoteles, hay más de 5000 habitaciones de hotel en Ixtapa disponibles para el turista. Este complejo es un desarrollo turístico planificado por el gobierno que incluyó una zona hotelera, zonas comerciales y nuevas zonas habitacionales especialmente para atraer turistas internacionales.
Se ha confundido el término ixtapa-zihuatanejo pensando que es una única ciudad, pero en realidad se le llama así por su cercanía con la cabecera municipal que es Zihuatanejo. Ixtapa tiene una Marina de 2 km. Está integrada por instalaciones náuticas con capacidad de amarre para 621 yates, villas privadas, restaurantes, tiendas, un club de playa y un centro de tenis, así como un campo de golf de 18 hoyos, atravesado por canales, fue diseñada por Robert Von Hagge.
En 1976, se construyó el aeropuerto internacional localizado a sólo 10 minutos de la ciudad por la Carretera Nacional Zihuatanejo-Acapulco que da servicio a las ciudades de Zihuatanejo e Ixtapa.9
Para trasladarse entre Ixtapa y Zihuatanejo hay numerosos opciones, desde colectivos hasta taxis. Hay un servicio regular de minibuses entre las dos ciudades, cada media hora, hasta las 23 horas.

### Zihuatanejo
Zihuatanejo es un pequeño y antiguo puerto pesquero en el estado de Guerrero muy cerca de Ixtapa, el cual ha tenido un gran crecimiento de su población y su actividad económica, gracias al turismo. La gran variedad de playas, la hospitalidad de sus habitantes y su rica variedad gastronómica hacen de Zihuatanejo uno de los principales destinos turísticos de playa en México.
Se extiende alrededor de la Bahía de Zihuatanejo y tierra adentro hacia las montañas de la Sierra Madre del Sur. La ciudad es la sede del gobierno de la municipalidad y la comunidad principal en la región. Desde 1970, se ha desarrollado en colaboración con Ixtapa cerca, pero conservando su toque tradicional mexicano. El centro de la ciudad está ubicado en el extremo norte de la bahía. El centro todavía tiene su estrecho calles pavimentadas con piedras o ladrillos. La ciudad también cuenta con una comunidad de larga data de inmigrantes suizos e italianos.

### Taxco
A diferencia de Acapulco y Zihuatanejo, Taxco es una ciudad colonial y es el centro minero más antiguo del continente por lo que la Secretaría de Turismo la ha denominada como Ciudad Luz y Pueblo mágico. Las Grutas de Cacahuamilpa han sido uno de los atractivos turísticos de esta ciudad más visitados, así como museos, el Cristo Panorámico, Iglesias, Templos, entre otros. Taxco es el centro minero más antiguo del continente, motivo por el cual es conocido por sus minas de plata, las cuales existen desde la época de la Colonia, por lo que su tradicional trabajado de la plata es mundialmente reconocido.
Taxco es el centro minero más antiguo del continente, motivo por el cual es conocido por sus minas de plata, las cuales existen desde la época del virreinato. Desde 1800, la población de Taxco empezó a extraer plata, la cual no queda mucha por el derretimiento de la mina por petróleo suelto y mucha extracción de plata.[cita requerida] La ciudad de Taxco aún preserva gran parte de su estilo virreinal.
Además se puede visitar museos de coleccionistas, un teleférico que pertenece a un hotel, ex haciendas, platerías entre otras.

## Indicadores del desarrollo turístico
Datos estadísticos sobre el desarrollo turístico en las ciudades que conforman el Triángulo del Sol, mostrando el número de cuartos disponibles promedio, número de cuartos ocupados y el porcentaje de ocupación hotelera según datos proporcionados por la Secretaría de Turismo de México en el periodo de enero a diciembre de 2024.
| Destino              | Cuartos ocupados | Cuartos ocupados | Cuartos disponibles | Cuartos disponibles | Ocupación hotelera | Ocupación hotelera |
| Destino              | 2024             | 23-24            | 2024                | 23-24               | 2024               | 23-24              |
| -------------------- | ---------------- | ---------------- | ------------------- | ------------------- | ------------------ | ------------------ |
| Acapulco             | 6 082            |                  | 17 676              |                     | 34.4               |                    |
| Ixtapa - Zihuatanejo | 4 085            |                  | 6 803               |                     | 60.1               |                    |
| Taxco                | 212              |                  | 890                 |                     | 23.8               |                    |
| Triángulo del Sol    | 10 379           |                  | 25 369              |                     | 40.91              |                    |

## Medios de transporte
Para llegar a esta zona turística existen diferentes medios de transporte como por ejemplo:
- Aeropuerto Internacional de Acapulco
- Aeropuerto Internacional de Ixtapa-Zihuatanejo
- Puerto Internacional de Acapulco
- Carretera Federal 95
- Autopista del Sol
- Acabús